# 鼬瓣花白粉菌
鼬瓣花白粉菌（学名：Erysiphe galeopsidis）是属于白粉菌目白粉菌科白粉菌属的一种真菌，寄生在唇形科植物上。该种分布于中国、日本、俄罗斯、土耳其及多個歐洲國家，以及北美洲、波多黎各、新西兰等地。